# Nélida Guerrero
Nélida Guerrero (Buenos Aires, 30 de diciembre de 1901 -  Paraná, 4 de octubre de 1987) fue una cantante y actriz argentina de cine y teatro.
Fue hija de actores.
En 1924 formó parte de la Compañía Porteña, encabezada por la actriz María Luisa Notar, con dirección artística de Horacio Dutra y participación de los actores Carmen Bustamante, Delia Codebó, Rosa Codebó, Carlos Cotto, Agustina Esteban, Severino Fernández, Luis Gómez, Carmen Lagomarsino, Aída López, Félix Mutarelli, José Puricelli, Ernesto Radino, Ambrosio Radrizzani y Huberto Santa Fe.
En 1926 trabajó con Enrique Arellano, Miguel Gómez Bao, Josefina Barros, Ricardo Casebello, Carlos A. Caselli, Blanca Ferrer, Argentino Gómez, Ricardo Palomba, Garino Seré, Rosa Suriano, Héctor Ugazio y Martha Variola.
Desde 1950 formó parte de la compañía de teatro Luis Sandrini, que conformaron Francisco Audenino, Ángel Boffa, María Esther Buschiazzo, Warly Ceriani, Morena Chiolo, José Cicarelli, Blanca Ciller, Max Citelli, Miguel Cossa, Elda Dessel, Irma Lagos, Rosita Leporace, Rita Monterrey, Chola Osés, Malvina Pastorino, José M. Perdrosa, Alejo Rodríguez Crespo, Eduardo Sandrini, Luis Sandrini, Arturo Scutari, Américo Serini y Nelly Sheila.
Ganó premios con la obra El tango en París.
Pasó sus últimos años de vida en la ciudad de  Paraná, falleciendo allí el 4 de octubre de 1987 a la edad de 85 años.

## Obras

### Cine
- 1950: El seductor, con Luis Sandrini, Elina Colomer y Blanquita Amaro.[5]
- 1951: Sombras en la frontera, producida por Luis Sandrini, con Eduardo Sandrini y Malvina Pastorino.[6]
- 1955: Cuando los duendes cazan perdices, con Luis Sandrini, Eduardo Sandrini y Malvina Pastorino.[7][8]

### Teatro
- 1936: Giuanin rey de la pizza: comedia asainetada en un acto y tres cuadros, de Arnaldo Malfatti y Nicolás de las Llanderas.[9]
- 1949: Cuando los duendes cazan perdices..., obra de teatro con Luis Sandrini y el elenco de la compañía teatral Luis Sandrini. Fue una de las obras más exitosas de los años cincuenta.[4]
- La viuda alegre, de Biktir Leon, dirigida por Juan Silbert, con Ricardo Yost, Emma Brizzio, Eva Faludi, Beatriz Freixas y Elizabeth Matouka.[10]